# Lladurs
Lladurs är en kommun i Spanien.   Den ligger i provinsen Província de Lleida och regionen Katalonien, i den nordöstra delen av landet, 500 km öster om huvudstaden Madrid. Antalet invånare är 180. Arean är 128 kvadratkilometer. Lladurs gränsar till Odèn, Navès, Olius, Solsonès och Castellar de la Ribera. 
Terrängen i Lladurs är kuperad åt sydväst, men åt nordost är den bergig.